# HMS Experiment (1774)
HMS Experiment (1774) — 50-пушечный корабль 4 ранга Королевского флота. Седьмой корабль, носивший такое название. Головной корабль одноименного типа.

## Постройка
Заказан 9 ноября 1772 года. Спущен на воду 23 августа 1774 года в Дептфорде. Достроен 26 августа 1775.
Потребности Американской революционной войны вдохнули новую жизнь в малые, «экономичные»  50-пушечные корабли, способные к тому же действовать на мелководье. В 1770-е годы Адмиралтейство заказало несколько серий 50-пушечных. Тип Experiment Уильямса, одобренный 9 ноября 1772 года, был меньше собратьев по рангу. При этом он изначально проектировался под 24-фунтовую нижнюю батарею. Это была серьёзная попытка создать альтернативу фрегату для крейсерских ролей. Но Адмиралтейство усомнилось, что столь легкая конструкция выдержит этот калибр, и приказало ставить 12-фунтовые пушки.

## Служба
1775 — июль, вошел в строй, капитан Роберт Килер (англ. Robert Keeler).
1776 — апрель, капитан Александр Скотт (англ. Alexander Scott), ушел в Северную Америку; с эскадрой Паркера 28 июня участвовал в атаке на форт Салливан под Чарлстоном.
1777 — капитан Джеймс Уоллес (англ. James Wallace).
1779 — 24 сентября захвачен французским 50-пушечным Sagittaire. 
Во французской службе назывался L'Experiment. В январе 1787 года понижен до 18-фунтового фрегата, в июне 1794 до 12-фунтового. В декабре 1797 превращен в транспорт. Исключен из списков в 1800 году.